# Elmira (Missouri)
Elmira és una població dels Estats Units a l'estat de Missouri. Segons el cens del 2000 tenia 82 habitants.

## Demografia
Segons el cens del 2000, Elmira tenia 82 habitants, 29 habitatges, i 22 famílies. La densitat de població era de 126,6 habitants per km².
Dels 29 habitatges en un 27,6% hi vivien nens de menys de 18 anys, en un 62,1% hi vivien parelles casades, en un 17,2% dones solteres, i en un 20,7% no eren unitats familiars. En el 13,8% dels habitatges hi vivien persones soles el 10,3% de les quals corresponia a persones de 65 anys o més que vivien soles. El nombre mitjà de persones vivint en cada habitatge era de 2,83 i el nombre mitjà de persones que vivien en cada família era de 3,13.
Per edats la població es repartia de la següent manera: un 29,3% tenia menys de 18 anys, un 7,3% entre 18 i 24, un 31,7% entre 25 i 44, un 25,6% de 45 a 60 i un 6,1% 65 anys o més.
L'edat mediana era de 36 anys. Per cada 100 dones de 18 o més anys hi havia 81,3 homes.
La renda mediana per habitatge era de 49.375 $ i la renda mediana per família de 50.833 $. Els homes tenien una renda mediana de 40.625 $ mentre que les dones 16.667 $. La renda per capita de la població era de 14.785 $. Entorn del 10% de les famílies i el 20,2% de la població estaven per davall del llindar de pobresa.

## Poblacions més properes
El següent diagrama mostra les poblacions més properes.